# 1847 a vasúti közlekedésben
Ez a szócikk a 1847-ben történt vasúti eseményeket mutatja be.

## Események Magyarországon
- szeptember 1. – Megnyílik a Pest – Szolnok vasútvonal.